# Onthophilus soltaui
Onthophilus soltaui är en skalbaggsart som beskrevs av Thomas Casey 1893. Onthophilus soltaui ingår i släktet Onthophilus och familjen stumpbaggar. Inga underarter finns listade i Catalogue of Life.